# Joan Palau i Miralles
Joan Palau i Miralles (Gandesa, 1867 - Amposta, 9 d'agost de 1936) fou un polític català, alcalde d'Amposta.

## Biografia
Nascut a Gandesa el 1867, de pare sarralenc i mare ampostina, va realitzar els primers estudis al Col·legi de Sant Lluís (Reials Col·legis de Tortosa), com a membre d'una generació d'alumnes que incloïa: l'intel·lectual catalanista Francesc Mestre i Noé, el periodista i poeta Josep Vergés i Zaragoza (Constante), el poeta i advocat Lluís Lluís i Dolç, i el jurista Joan Martí i Miralles (fill de Freginals).
L'1 de gener de 1906 va arribar a l'alcaldia ampostina, quan encara no havia complert els 40 anys. Amposta era en aquella època una localitat que no superava els 4.000 habitants i que pertanyia al districte electoral de Roquetes. Palau era un home de formació conservadora, amb un caràcter fort i una grandíssima personalitat, cosa que li va permetre comptar amb acèrrims defensors i detractors. Va demostrar tothora una gran dedicació al càrrec, així com una remarcable capacitat de negociació política.
El 17 de setembre de 1906, quan al tram final de l'Ebre feia temps que no plovia, els pagesos de Tortosa i Roquetes ho atribuïen als canons que els arrossaires del Delta disparaven quan veien algun núvol, amb la intenció de salvar els arrossars de les pedregades. Uns 3.000 pagesos van arribar a l'Ajuntament i van demanar a l'alcalde tortosí, Josep Cid, que els acompanyés a Amposta, per suplicar a l'alcalde Palau que no es tiressin més canonades. Segons ens explica el cronista Ramon Vergés i Paulí al segon volum d'Espurnes de la llar, "lo conflicte és serio". Cid, tenint en compte que els pagesos prometen que la manifestació serà pacífica, els acompanya. Quan arriben a Amposta, parlen amb l'alcalde Palau, que només té paraules de concòrdia i de prudència. Els manifestants aplaudeixen, i la gran majoria se'n torna cap a casa. Amb tot, alguns ampostins s'agafen els fets com una provocació, i es desfoguen amb els últims pagesos tortosins, acaçant-los a cops de pedra. Segons escriu el cronista, un infeliç tortosí que intenta fugir es tira de cap al riu i mor ofegat. Només la intervenció de l'alcalde d'Amposta va evitar que els fets tinguessin pitjors conseqüències.
El 19 de maig de 1908, Palau va tornar de Madrid amb un reial decret signat pel rei Alfons XIII, mitjançant el qual es concedia a Amposta el títol de ciutat. Durant els anys de l'alcaldia de Palau, la capital del Montsià va experimentar un enorme creixement demogràfic i econòmic, al mateix temps que es van tirar endavant projectes transcendentals que li havien de canviar la fesomia, com la construcció de les escoles públiques (que albergava l'edifici actual del Museu del Montsià), les anomenades Cases barates (40 habitatges per a gent obrera i necessitada) i, molt especialment, l'emblemàtic pont que va ser inaugurat al mes de juliol de 1919.
El seu fill, Joan Palau i Mayor, va fer una interessant carrera política com a dirigent del Partit Republicà Radical que dirigia el controvertit polític andalús Alejandro Lerroux, conegut pel seu visceral anticatalanisme i anticlericalisme. Va ser elegit diputat al congrés durant el Bienni negre republicà (1934-1936). Ell mateix tornà a ser alcalde entre 1934 i 1936. De bon principi, l'octubre de 1934, arran de les seves acusacions desenes de persones van ser empresonades al vaixell Manuel Arnús, al port de Tarragona. La nit del 10 d'agost de 1936, dies després d'esclatar la sublevació militar, un grup d'incontrolats va assassinar pare i fill a la carretera de Tarragona.